# Krancz Rajmund
Krancz Rajmund, Krancz Raymund (Németkeresztes, 1901. szeptember 28. – São Paulo, 1974. július 29.) magyar nőgyógyász és szülész szakorvos, országgyűlési képviselő.

## Élete
1901-ben született Vaskeresztesen, vendéglős és kisgazda családban. Szülei Krancz Ferenc és Gábriel Terézia. Érettségi vizsgáit a győri bencés gimnáziumban tette le, majd a budapesti Pázmány Péter Tudományegyetemen szerzett orvosi oklevelet. Szakorvosi képesítését Németországban szerezte meg, nőgyógyászati és szülészeti területen. Diplomázását követően Szombathelyen indított magánorvosi praxist, ugyanott a városi orvosi kamara tagja is lett. 
1938 elején kapcsolódott be a nemzetiszocialista mozgalomba, bár már előtte is foglalkozott a mozgalom irodalmával. Egy németországi utazása során alaposan tanulmányozta az ottani nemzetiszocialisták szervezeti felépítését, és gyakorlati tapasztalatait felhasználva kezdte szervezni a Nyilaskeresztes Párt Vas vármegyei csoportját, aminek vezetője is lett. Az 1939-es országgyűlési választáson a párt Vas megyei listájának második jelöltjeként mandátumot is szerzett.
1949-ben kivándorolt Brazíliába. São Pauloban hunyt el 1974-ben.